# فيفا 08
فيفا 08 (بالإنجليزية: FIFA 08)‏ هي لعبة فيديو صدرت عام 2007. وهي متوفرة على أجهزة بلاي ستيشن 2 وبلاي ستيشن 3 . اللعبة من تطوير إي أيه كندا ومن نشر إي أيه سبورتس.

## روابط خارجية
- فيفا 08 على موقع IMDb (الإنجليزية)